# Nadejdîne, Krasnoperekopsk
Nadejdîne (în ucraineană Надеждине) este un sat în comuna Krasnoarmiiske din raionul Krasnoperekopsk, Republica Autonomă Crimeea, Ucraina.

## Demografie
Componența lingvistică a localității Nadejdîne
     Tătară crimeeană (52,7%)
     Rusă (20,27%)
     Ucraineană (17,57%)
     Română (6,08%)
Conform recensământului din 2001, majoritatea populației localității Nadejdîne era vorbitoare de tătară crimeeană (52,7%), existând în minoritate și vorbitori de rusă (20,27%), ucraineană (17,57%) și română (6,08%).